# Isaan

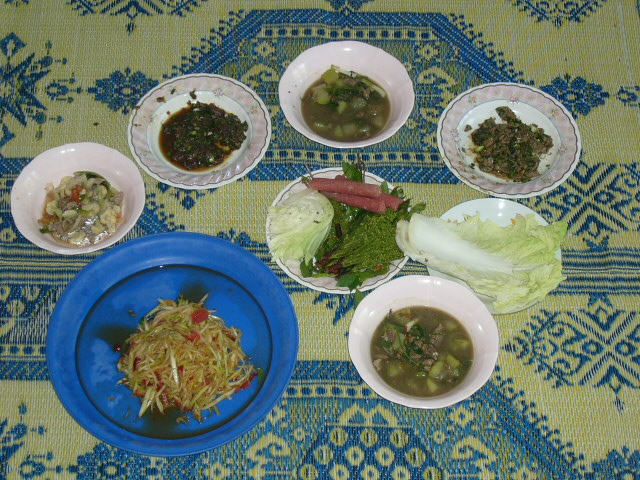
Dinar habitual de l'Isaan.

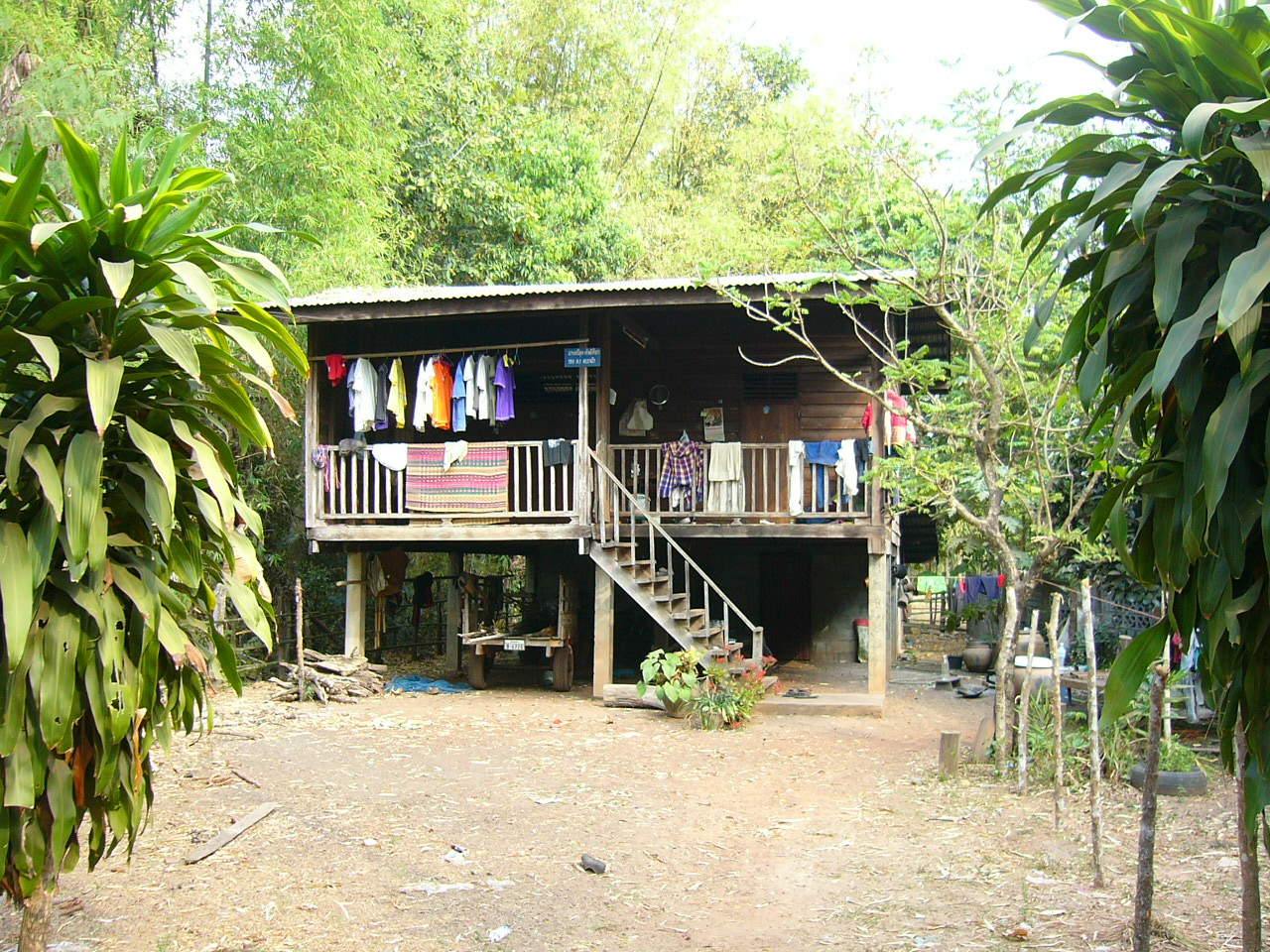
Casa tradicional de l'Isaan.

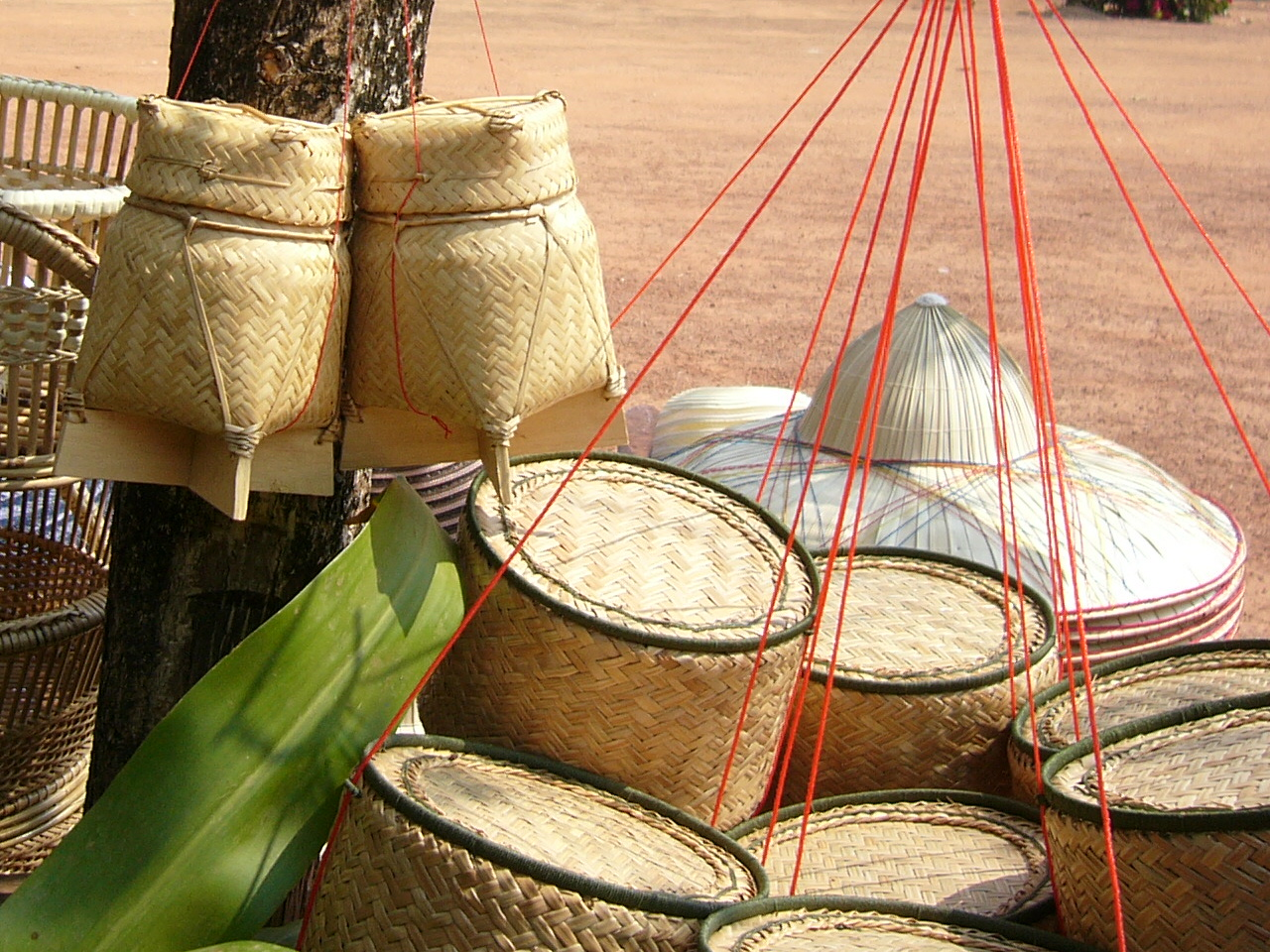
Diferents recipients per a l'"arròs enganxós", aliment bàsic de l'Isaan

L'Isaan (อีสาน) és la zona administrativa del Nord-est de Tailàndia.

## Geografia
És una extensa regió agrícola i semiàrida d'uns 160.000 km quadrats situada damunt de l'altiplà de Khorat. Aquest està dividit en dues planes, la plana de Khorat, travessada pels rius Chi i Mun, al sud i la plana de Sakon Nakhon, travessada pels rius Loei i Songkhram, al nord. Aquestes planes estan separades per les elevacions de Phu-Phan.
L'Isaan ocupa la conca dreta del riu Mekong, que serveix de frontera entre Tailàndia i Laos en aquesta zona. El límit occidental de l'Isaan està marcat per les Muntanyes de Phetchabun al nord-oest, les Muntanyes de Dong Phaya Yen a l'oest, les Muntanyes de Sankamphaeng al sud-oest i les Muntanyes de Dangrek al sud.
El clima és tropical amb una estació seca de Novembre a maig i una altra d'humida de juny a octubre. Les temperatures mitjanes se situen entre 30,2 °C i 19 °C. La mínima absoluta de 0,1 °C es va registrar a Loei.

## Demografia

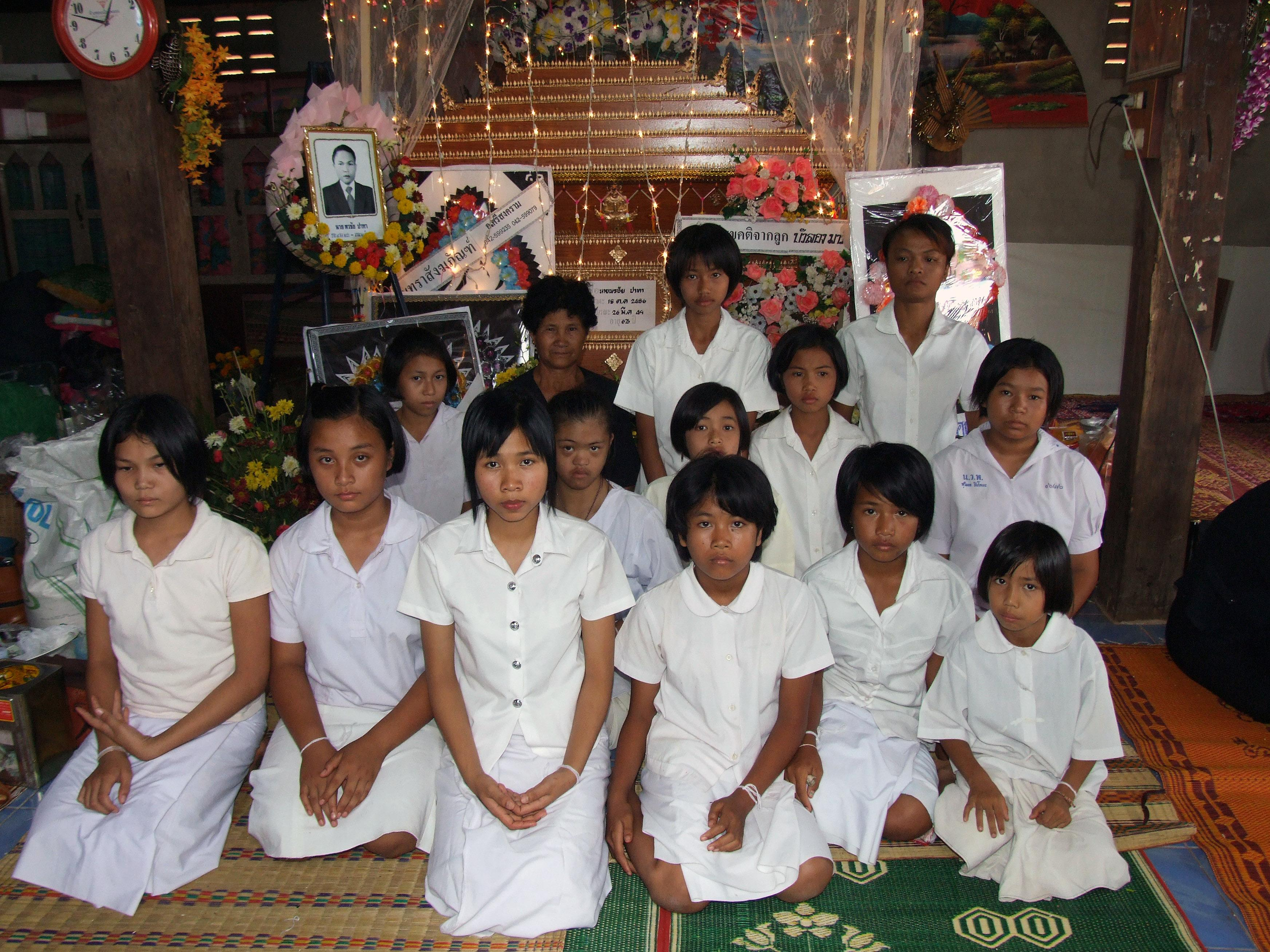
Familia de l'Isaan de dol

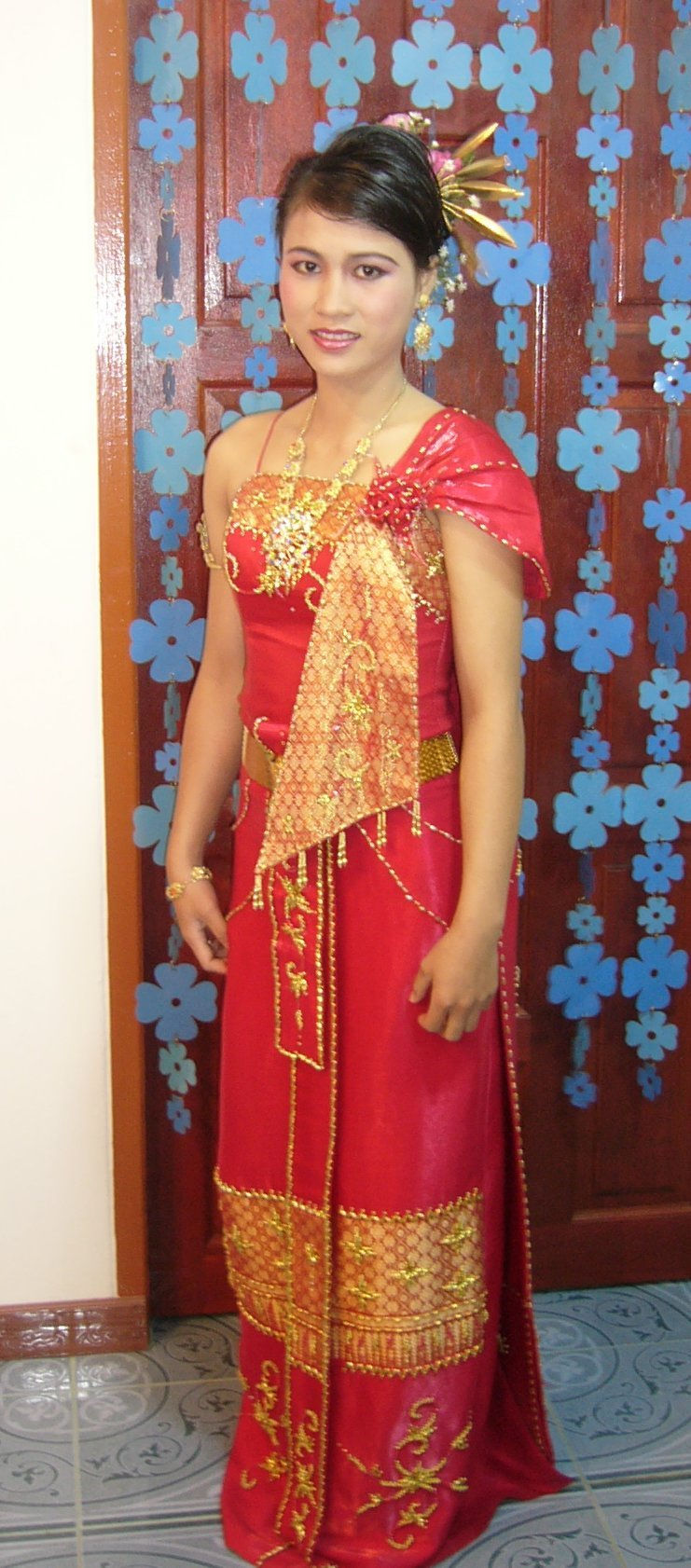
Dona de l'Isaan amb el vestit tradicional

La població de l'Isaan és de 20.825.000 habitants segons el cens de l'any 2000. Les ciutats més importants són Khorat amb 2,565,117 habitants, Udon Thani amb 142,670, Khon Kaen amb 141.034, i Ubon Ratchathani amb 106.552.
L'Isaan constitueix la zona econòmicament més endarrerida de Tailàndia. Molta gent emigra a les ciutats grans, i sobretot a la capital, Bangkok, per trobar feina.

### Idioma i ètnies
Ètnicament i lingüísticament els habitants de l'Isaan tenen molta afinitat amb el grup ètnic Lao, grup majoritari de Laos, país veí. Parlen l'idioma isaan que és una de les llengües tai, subgrup de la família de llengües tai-kadai, molt semblant a l'idioma lao. Un altre idioma parlat a l'Isaan és el phu thai. El govern central de Tailàndia ha mantingut fermament una política d'assimilació lingüística dels habitants de l'Isaan. L'objectiu és de convertir a la gent de l'Isaan en thais centrals, uniformant així l'estat. Les protestes contra la degradació de llur cultura per part de la gent de l'Isaan han estat generalment pacífiques.
Els textos escrits en l'idioma Isaan foren cremats a mitjans del segle XX i des de llavors és només un idioma parlat, sense escriptura. Malgrat això la gent de l'Isaan continuen parlant llur llengua a casa i estimant llurs cançons i danses tradicionals. També són molt eixerits a l'hora de compondre cançons noves amb gust local i d'organitzar espectacles musicals i humorístics molt característics. Aquests són apreciats àdhuc a altres regions de Tailàndia.
Cal dir que l'actitud del govern Tailandès s'ha relaxat una mica recentment, però els esforços per mantenir la llengua i la cultura de l'Isaan continuen en mans dels propis habitants. És sobretot a nivell familiar i de grups locals que la cultura de l'Isaan es preserva, car no hi ha suport oficial seriós excepció feta d'uns pocs gestos destinats a mantenir un "tipisme folclòric".
També existeixen minories khmers a la franja sud i sud-est de la regió (Si Saket, Surin i Buri Ram) que parlen l'idioma khmer o idiomes del grup Mon-Khmer. El khmer és l'idioma oficial de la veïna Cambodja però no té cap mena d'estatus a Tailàndia.

## Divisions administratives
L'Isaan està dividit en 19 províncies (changwats), La província del sud-oest, Nakhon Ratchasima (Korat) és considerada a vegades part de la Tailàndia Central. Totes les províncies comparteixen el nom amb llurs capitals.

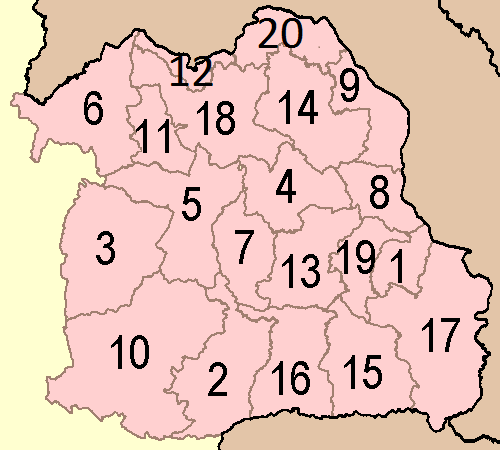
Les províncies de l'Isaan

| Nr. | Nom               | Thai      |  | Nr. | Nom              | Thai      |
| --- | ----------------- | --------- |  | --- | ---------------- | --------- |
| 1.  | Amnat Charoen     | อำนาจเจริญ |  | 11. | Nongbua Lamphu   | หนองบัวลำภู |
| 2.  | Buri Ram          | บุรีรัมย์     |  | 12. | Nong Khai        | หนองคาย   |
| 3.  | Chaiyaphum        | ชัยภูมิ      |  | 13. | Roi Et           | ร้อยเอ็ด    |
| 4.  | Kalasin           | กาฬสินธุ์    |  | 14. | Sakon Nakhon     | สกลนคร    |
| 5.  | Khon Kaen         | ขอนแก่น    |  | 15. | Si Saket         | สรีสะเกษ   |
| 6.  | Loei              | เลย       |  | 16. | Surin            | สุรินทร์     |
| 7.  | Maha Sarakham     | มหาสารคาม |  | 17. | Ubon Ratchathani | อุบลราชธานี |
| 8.  | Mukdahan          | มุกดาหาร   |  | 18. | Udon Thani       | อุดรธานี    |
| 9.  | Nakhon Phanom     | นครพนม    |  | 19. | Yasothon         | ยโสธร     |
| 10. | Nakhon Ratchasima | นครราชสีมา |  |     |                  |           |